# Mekanikerne
|  | Denne artikel er oprettet af botten PalnaBot ud fra en ekstern database. Den kan derfor have sproglige fejl eller mangler. Denne skabelon kan fjernes efter kontrol af indholdet. |

Mekanikerne er en film instrueret af Sonja Rendtorff, Masar Joudi Ajil Sohail.

## Handling
Et ideologisk drevet mekanikerkollektiv stjæler dyre luksuriøse biler, for derefter at stille dem for en domstol iscenesat på et bilværksted. Luksusbilerne bliver set som symboler på dekadence og ulige fordelt velstand og skal derfor ifølge mekanikerne, dømmes og destrueres. En af mekanikerne, en ung kvinde ved navn Sandy, har et skjult kærlighedsforhold til en talende 10 cylinderet hvid Lamborghini Gallardo ved navn Pepo. Derved forbryder Sandy sig imod kollektivets filosofi og hendes politiske og ideologiske tilhørsforhold sættes på prøve.